# Епархия Лунгро
Епархия Лунгро (лат. Eparchia Lungrensis, итал. Eparchia di Lungro; алб. Eparhia e Ungres) — одна из двух епархий Итало-албанской католической церкви, находится в прямом подчинении Святому Престолу. Кафедральным собором является Собор Святого Николая в Лунгро.

## История
10 июня 1732 года папа Климент XII основал итало-албанский ординариат континентальной Италии.
13 февраля 1919 года ординариат повышен до епархии в прямом подчинении Святому Престолу. епархия получила часть территорий архиепархии Козенцы, архиепархии Россано, епархии Бизиньяно, епархии Кассано-алль’Йонио и епархии Сан-Марко.
22 ноября 1973 года и в 1978 году расширена за счёт архиепархии Козенцы.

## Территория

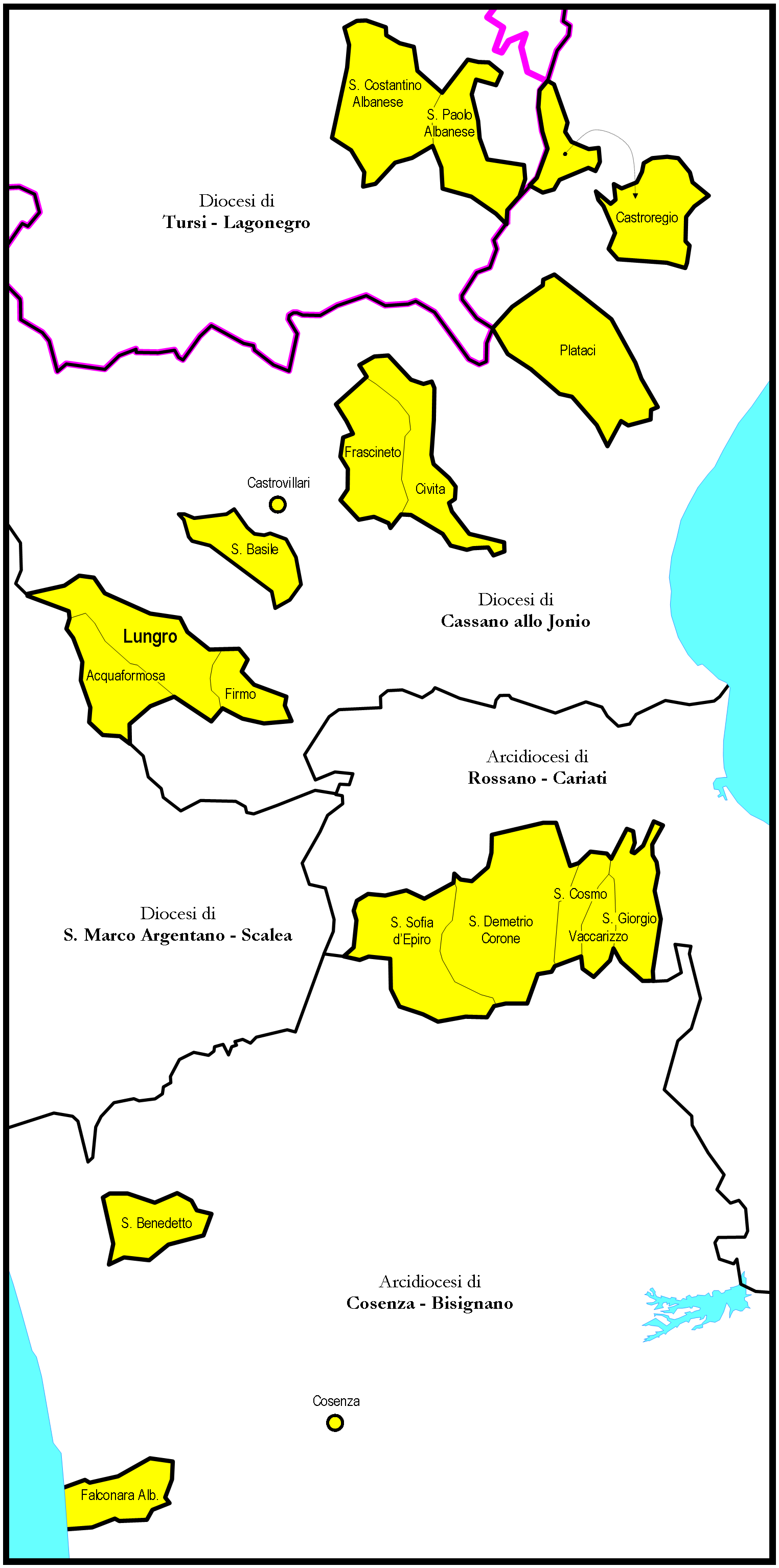
Территория епархии

25 приходов находятся в 18 коммунах провинции Козенца:
1. Лунгро,
2. Аккуаформоза,
3. Ваккариццо-Альбанезе,
4. Кастрореджо,
5. Кастровиллари,
6. Чивита,
7. Корильяно-Калабро,
8. Козенца,
9. Фальконара-Альбанесе,
10. Санта-София-д’Эпиро,
11. Сан-Базиле,
12. Сан-Бенедетто-Уллано,
13. Сан-Козмо-Альбанезе,
14. Сан-Деметрио-Короне,
15. Сан-Джорджо-Альбанесе,
16. Фирмо,
17. Фрашинето,
18. Платачи.

2 прихода в 2 коммунах провинции Потенца:
1. Сан-Константино-Альбанезе,
2. Сан-Паоло-Альбанезе

Также по одному приходу имеется в коммуне Рошано (провинция Пескара) и коммуне Лечче (провинция Лечче).
Площадь епархии составляет 493 км². Главным городом является Лунгро, где расположен собор Святого Николая.

## Ординарии епархии
- епископ Джованни Меле (10 марта 1919 – 10 февраля 1979)
  - апостольский администратор Джованни Стамати (25 марта 1967 — 20 февраля 1979)
- епископ Джованни Стамати (20 февраля 1979 – 7 июня 1987)
- епископ Эрколе Лупиначчи (30 ноября 1987 – 10 августа 2010)
  - апостольский администратор Сальваторе Нуннари (10 августа 2010 – 12 мая 2012)
- епископ Донато Оливерио (с 5 мая 2012)